# Karel Bonsink
Karel Bonsink, né le 21 septembre 1950 à Amsterdam, est un joueur et un entraîneur de football néerlandais qui évoluait sur les terrains au poste d'attaquant.

## Carrière

### En tant que joueur
Karel Bonsink commence sa carrière professionnelle au DWS Amsterdam avec qui il fait ses débuts en Eredivisie en 1968. Trois ans plus tard, sa carrière se poursuit au FC Utrecht avec lequel Bonsink dispute trois saisons, marquant 22 buts en un peu plus de 80 matchs.
À partir de 1974 sa carrière prend un nouveau tournant lorsqu'il rejoint la Belgique, signant au RFC Liège puis au RWD Molenbeek. Ses performances lui valent d'être recruté par le prestigieux Ajax Amsterdam, avec qui il est sacré champion des Pays-Bas en 1980, et dispute la Coupe d'Europe des clubs champions. Malgré cela, Bonsink retourne au RWD Molenbeek dès la saison suivante.
En 1981 il quitte la Belgique pour la France, où il signe au Stade rennais FC qui évolue en deuxième division. Bonsink, titulaire sur le flanc gauche d'une attaque où brille surtout le Congolais François M'Pelé, réalise une saison honnête. Il part pourtant l'été suivant monnayer son talent à Hong Kong, à la Seiko Sports Association.

### En tant qu'entraîneur
De retour aux Pays-Bas, Karel Bonsink devient entraîneur. Il prend d'abord en main les amateurs du FC Abcoude pendant trois saisons, avant de réintégrer son ancien club du FC Utrecht, où il dirige des équipes de jeunes. En 1994, Bonsink est nommé entraîneur principal de l'AGOVV Apeldoorn, alors sous statut amateur. 
En 1996-1997, Bonsink devient entraîneur-adjoint auprès de Wim Rijsbergen au NAC Breda, avant de nouveau de prendre seul les commandes d'une équipe, en l'occurrence le HFC Haarlem. Sous sa direction Haarlem ne parvient pas à obtenir de meilleur résultat qu'une quinzième place en deuxième division. Si bien que le 15 septembre 2000, Bonsink est licencié. Une année plus tard, Bonsink est nommé entraîneur du FC Hilversum, qui évolue dans les rangs amateurs. 

## Palmarès
- 1980 : Champion des Pays-Bas avec l'Ajax Amsterdam
- 1982 et 1983 : Champion de Hong Kong avec la Seiko Sports Association